# Anopheles malefactor
Anopheles malefactor är en tvåvingeart som beskrevs av Dyar och Frederick Knab 1907. Anopheles malefactor ingår i släktet Anopheles och familjen stickmyggor.
Artens utbredningsområde är Panama. Inga underarter finns listade i Catalogue of Life.